# Pierre Prévost (fysiker)
Pierre Prévost, född den 3 mars 1751 i Genève, död där den 8 april 1839, var en schweizisk fysiker.
Prévost var 1780–1784 professor i filosofi i Berlin och 1793–1810 i Genève, men erhöll 1810 där professuren i fysik. Den ovanligt mångsidige mannen översatte Euripides sorgespel (1782–1796) samt arbeten av Adam Smith, Thomas Robert Malthus och Dugald Stewart. Han skrev filosofiska arbeten och en stor mängd avhandlingar över magnetismen och värmet, bland vilka märks Recherches physico-mécaniques sur la chaleur (1792) och Du calorique rayonnant (1809).